# Myrne (obwód wołyński)
Myrne (ukr. Мирне; do 1964 roku Błudów) – wieś na Ukrainie, w obwodzie wołyńskim, w rejonie łuckim. W 2001 roku liczyła ok. 1,2 tys. mieszkańców.
Do 2020 w rejonie horochowskim. 

## Zabytki
- pałac - wybudowany przez Jakuba Sobieskiego[2] spłonął w XVIII w. Pod koniec XIX w. we wsi znajdowały się jeszcze jego ruiny. Henryka (Henrietta) z Działyńskich (1794-1869) żona Aleksandra Błędowskiego (1788-1831)[3] we wspomnieniach opisując resztki budowli, napisała, że pod fundamentami dawnego pałacu znajdowały się ogromne lochy. Pozostałości pałacu, takie jak: drzwi z wyrytymi psalmy króla Dawida oraz elementy architektoniczne: obramienia okien z ciosów kamiennych, aniołki i karnisze przekazane zostały przez Aleksandra Błędowskiego do Woronczyna, gdzie stały się zdobieniami kaskady. Woronczyn był siedzibą Ludwika Kropińskiego, generała brygady armii Księstwa Warszawskiego, poety, dramato- i powieściopisarza[4], którego żoną była Aniela Błędowska[5][6], siostra Aleksandra. Obok pałacu stał stary lamus, wzniesiony również przez Sobieskiego[7].
- dwór - zbudowany przez Błędowskich w stylu późnobarokowym. Anegdoty o mieszkającym w nim generale Aleksandrze Błędowskim, oraz jego towarzyszu broni Maurycym Kisielu opowiada w swoich pamiętnikach Zygmunt Szczęsny Feliński. Po Henriecie właścicielką dworu została jej córka Wincentyna Błędowska[8] żona Aleksandra Jaźwińskiego.